# Meeting aérien d'Oshkosh

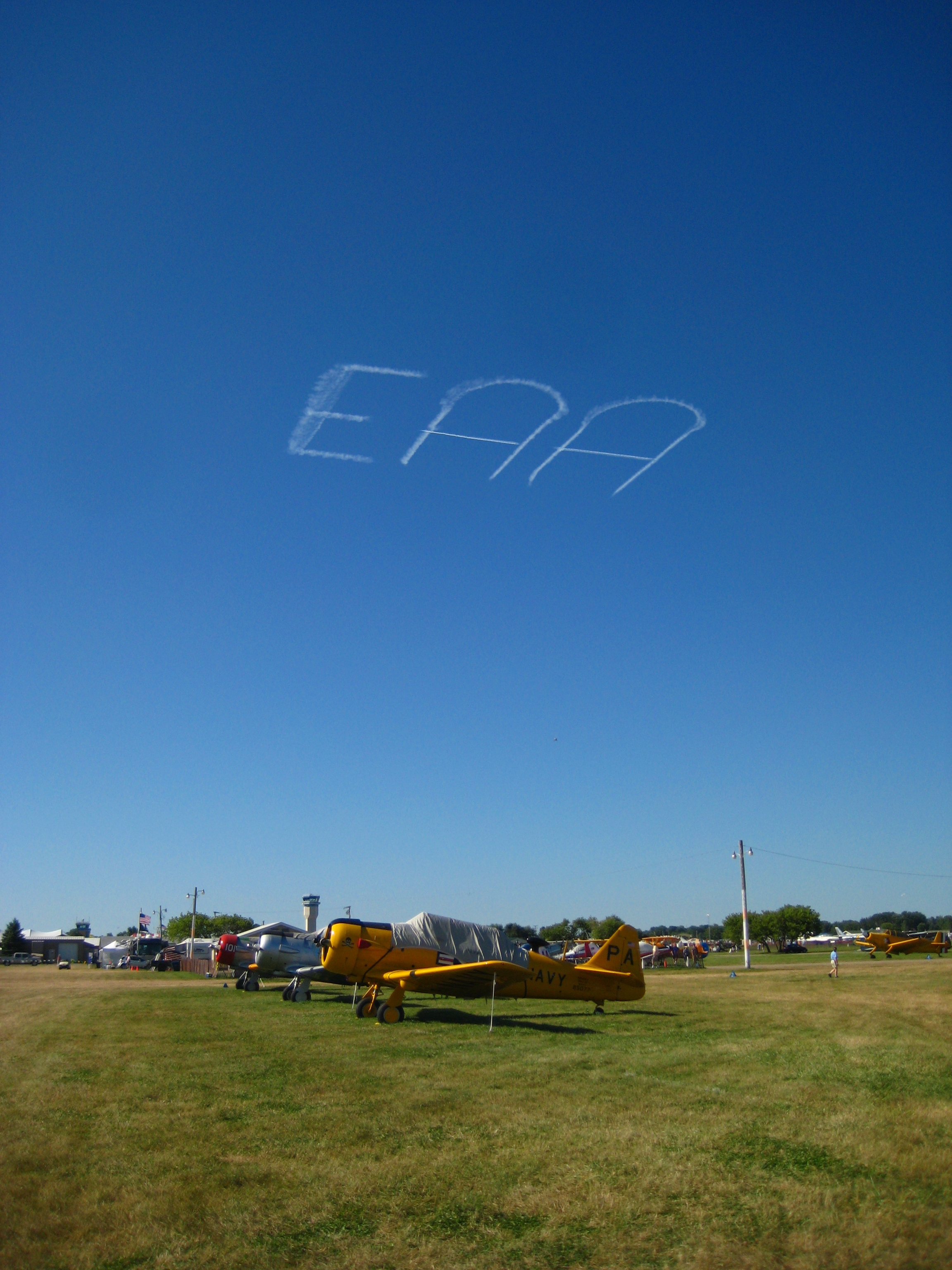
EAA écrit dans le ciel au meeting aérien d'Oshkosh.

Le meeting aérien d'Oshkosh ou EAA AirVenture Oshkosh est le plus grand meeting aérien annuel des États-Unis. Il a lieu chaque été à l'aéroport régional Wittman à Oshkosh, au Wisconsin.
L'événement est géré par l'Experimental Aircraft Association (EAA), un organisme basé à Oshkosh.
Le meeting dure sept jours généralement la dernière semaine de juillet.
Les présentations aériennes se déroulent sans discontinuer toute l'après-midi ainsi que les nuits du mercredi et du samedi soir. Des baptêmes de l'air sont proposés.
Au sol, les avions des participants sont regroupés par sections. Des exposants proposent leurs produits sur les immenses terrains jouxtant l'aéroport et dans des halls d'exposition. des ateliers thématiques sont organisés toute le journée notamment à destination des enfants d'une part et des constructeurs amateurs d'autre part.
La soixante-huitième édition, prévue en 2020, a été annulée par le comité d'organisation en raison de la pandémie de maladie à coronavirus.

## Histoire
L'EAA a été fondée le 26 janvier 1953, à Milwaukee dans le Wisconsin, initialement pour les constructeurs ou restaurateurs d'avions de loisir personnels. Cependant, ses objectifs se sont étendus à la promotion de toutes les facettes de l'aviation de loisir et à la promotion de la sécurité aérienne.
L'organisation tire son nom de la catégorie d'avion expérimental (qui existe aux Etats-Unis mais pas en Europe) concernant les avions utilisés uniquement à des fins récréatives et éducatives. L'adhésion est ouverte à toute personne intéressée par l'aviation.
C'est Paul Poberezny qui est au départ à la tête d'un petit groupe de passionnés d'aviation se réunissant chez lui qui fonde l'EAA et en est élu le premier président. À l'origine, le groupe se proposait d'assister les constructeurs d'avions amateurs. Cependant, ses objectifs se sont étendus à la promotion de toutes les facettes de l'aviation de loisir et de la sécurité aérienne.
Le premier meeting a été organisé en 1953 à Hales Corners, près de Milwaukee toujours dans le Wisconsin. En 1959, c'est à Rockford en Illinois qu'a lieu l'événement jusqu'à ce que les infrastructures soient trop petites et que le choix se porte sur Oshkosh, dans le Wisconsin à partir de 1970.
Il accueille des visiteurs, exposants et présentateurs du monde entier.
En 1977, à l'occasion du cinquantième anniversaire de la traversée de Charles Lindbergh sur l'Atlantique, une réplique parfaite du Spirit of St. Louis, construite dans l'atelier de l'EAA, entame une tournée commémorative à travers le pays. Elle avait pour but de raviver l'intérêt des Américains pour leur histoire aéronautique.
Le Concorde s'y est posé en 1985.

## Participation

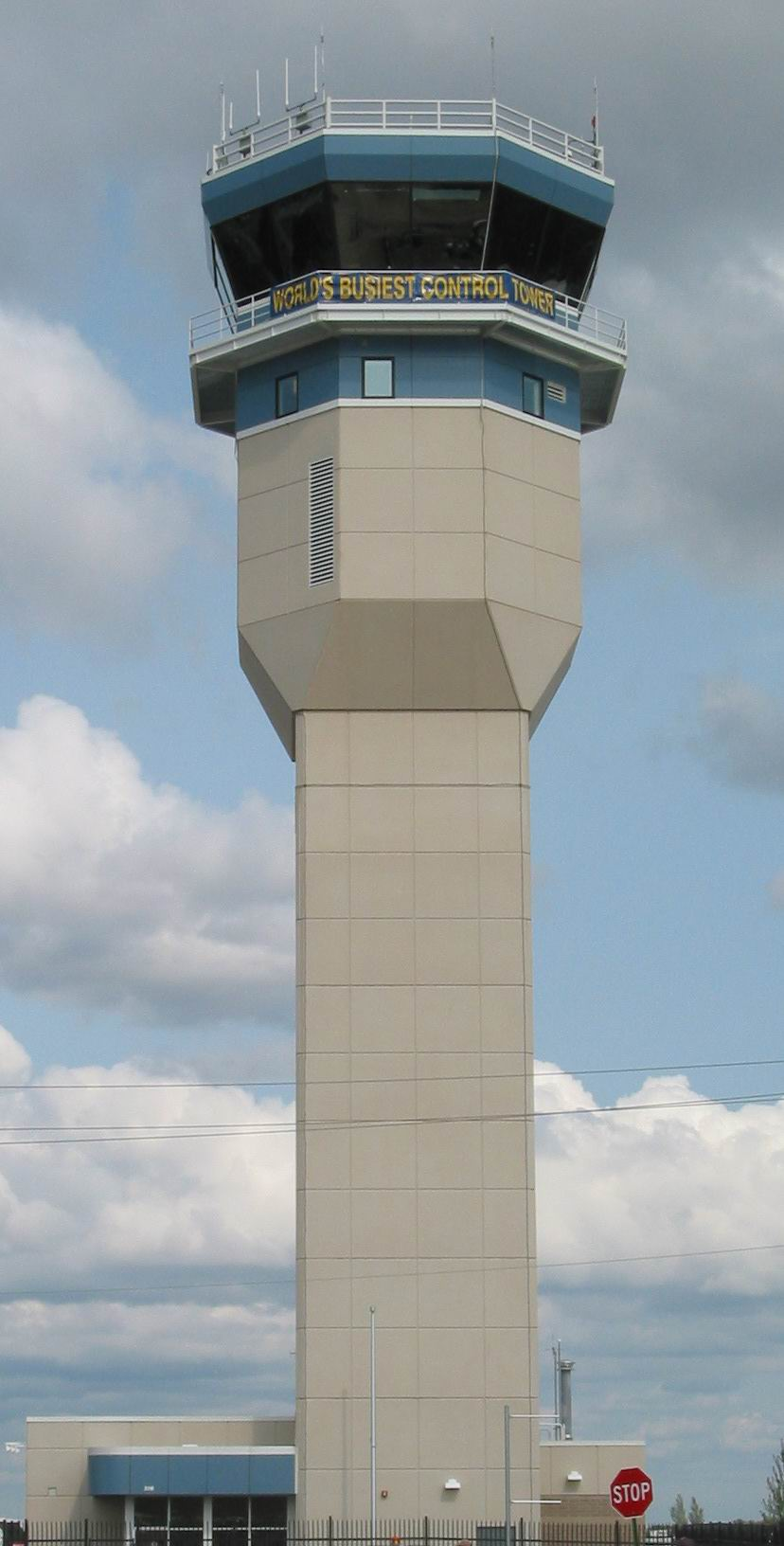
Tour de contrôle de l'aéroport d'Oshkosh

Le meeting des 70 ans en 2023 a réuni 677.000 participants selon les organisateurs. Il a accueilli plus de 10.000 avions et totalisé plus de 21.000 mouvements d'avions sur la semaine - justifiant le titre de tour de contrôle la plus active au monde avec des avions pouvant atterrir simultanément à 3 par piste. Les pistes sont divisées en plusieurs zones pour cela, marquées par des points de couleur.